# ذا هاي كنجز
ذا هاي كنجز (بالإنجليزية: the High Kings)‏ هم فرقة بوب شعبي أيرلندي. تتكون الفرقة من: فينبار كلانسي ابن بوبي كلانسي، وبراين دانفي ابن شون دانفي، الذي كان يمثل أيرلندا في مسابقة الأغنية الأوروبية 1967، ومارتن فوراي ابن فنبر فوراي مغني فرقة فورايز، ونجم برودواي / البوب / الكونتري دارين هولدن.

## وصلات خارجية
- ذا هاي كنجز على موقع ميوزك برينز (الإنجليزية)
- ذا هاي كنجز على موقع ديسكوغز (الإنجليزية)

- The High Kings
- موقع دارين هولدن